# النهار (جريدة كويتية)
النهار صحيفة كويتية يمتلكها رجل الأعمال الكويتي جواد بوخمسين ورئيس تحريرها عماد جواد بوخمسين. ومقرها الرئيسي مدينة الكويت.

## التاريخ والسيرة
نُشرت النهار لأول مرة في الكويت في 2 سبتمبر 2007، وهي تاسع صحيفة عربية في البلاد. مالك الجريدة هي دار النهار للصحافة والنشر والتوزيع وهي هيئة تابعة لمجموعة بوخمسين القابضة. في 2 سبتمبر 2007 أطلقت الصحيفة أيضًا موقعها على شبكة الإنترنت. عماد بوخمسين هو رئيس تحرير صحيفة النهار التي تغطي الأخبار السياسية والفنية والثقافية والاقتصادية المحلية والدولية. توصف الصحيفة بأنها صحيفة سياسية مستقلة ذات ميول ليبرالية.